# 横浜市電保存館
横浜市電保存館（よこはましでんほぞんかん）は、神奈川県横浜市磯子区滝頭三丁目にある、1972年（昭和47年）3月に廃止された横浜市交通局の路面電車（横浜市電）に関する資料を保存・展示する施設。一般財団法人横浜市交通局協力会が運営している。

## 沿革
- 1972年（昭和47年）3月31日 - 横浜市電を全廃[1][2]。
- 1973年（昭和48年）8月25日 - 滝頭車両工場跡に開館[2]。市電の車両7両と部品、備品を保存展示[3]。
- 1982年（昭和57年） - 改築のため一時閉鎖。
- 1983年（昭和58年）8月13日 - 跡地に建てられた市営住宅の1階に再開館。このときより「トラムポート」の愛称が付き、また港北区仲手原に在住していた鉄道模型コレクター・吉村栄の遺族より鉄道模型一式を受贈。鉄道模型コーナーが設置され、目玉の一つとなる。また、横浜市営地下鉄のシミュレーターなども設置。
- 2003年（平成15年）1月18日 - リニューアルオープン[4]。
- 2007年（平成19年）年7月 - 正面ゲート横に、生麦線開業時に建てられたとされる架線用のポールを設置。ポール下部の穴は、横浜大空襲の被弾跡とされている。
- 2016年（平成28年）8月13日 - 駐車場内に多目的ホール「しでんほーる」がオープン。
- 2016年（平成28年）8月31日 - 老朽化に伴い地下鉄シミュレーターを終了・撤去、翌日より市電シミュレーターに代替[5]。
- 2017年（平成29年）1月28日 - 磯子区制90周年記念にあわせてリニューアルオープン[6]。
- 2017年（平成29年）9月23日 - 磯子区制90周年記念として「復活!花電車しでん祭り」を10月31日までの予定で開催。市電全廃以来45年ぶりに花電車の展示を実施[7]。
- 2023年（令和5年） - 鉄道ジオラマを開館50周年を機に「ハマジオラマ」に一新[8]。

現在は市電グッズ（チョロQ、携帯ストラップ等）や「はまりん」グッズ、横浜市電や市営交通に関する書籍等も販売している。また横浜市営交通に関するグッズ（トミカや鉄コレなど）も取り扱っている。

## 基本情報
- 所在地：神奈川県横浜市磯子区滝頭3-1-53（横浜市営バス滝頭営業所隣接）
- 開館時間：土日祝日・夏休み：9:30 - 17:00（入館は16:30まで）、平日：10:00-16:00（入館は15:30まで）
- 入館料金：大人（高校生以上）300円、3歳から中学生 100円
  - 濱ともカードまたは敬老乗車証所持者：200円
  - PASMO・Suicaなどの交通系ICカード利用による市営バスでの来館、または市営バス（市営バス・地下鉄共通も含む）1日乗車券およびみなとぶらりチケット利用による来館者
    - 大人（高校生以上）200円、3歳から中学生 50円

  - 団体割引（20名以上）
    - 大人（高校生以上）200円、3歳から中学生 50円

  - 障害者手帳所持者は、付き添い人1名を含め無料
- 休館日：水曜日・木曜日・年末年始（なお、水曜日・木曜日が祝日の場合は開館）横浜市立小学校が春休み・夏休み・冬休み期間中は水曜日・木曜日も開館
- 最寄りバス停：市電保存館前または滝頭（市電保存館前の方が同館エントランスに近い）
  - 横浜市営地下鉄ブルーライン吉野町駅から市営バス113系統磯子駅行・156系統滝頭行で約7分。「滝頭」下車徒歩3分。
  - 横浜市営地下鉄ブルーライン阪東橋駅から市営バス68系統滝頭行・102系統滝頭行で約10分。「滝頭」下車徒歩3分。
  - 東日本旅客鉄道（JR東日本）根岸線根岸駅から市営バス21系統市電保存館行・78系統磯子駅行・133系統上大岡駅行で約7分。「市電保存館前」下車すぐ。
  - 京急本線上大岡駅から市営バス133系統根岸駅行で約20分。「市電保存館前」下車すぐ。
  - 横浜駅東口から京急バス110系統・市営バス102系統で約30分。「滝頭」下車徒歩3分。

## 主な展示品

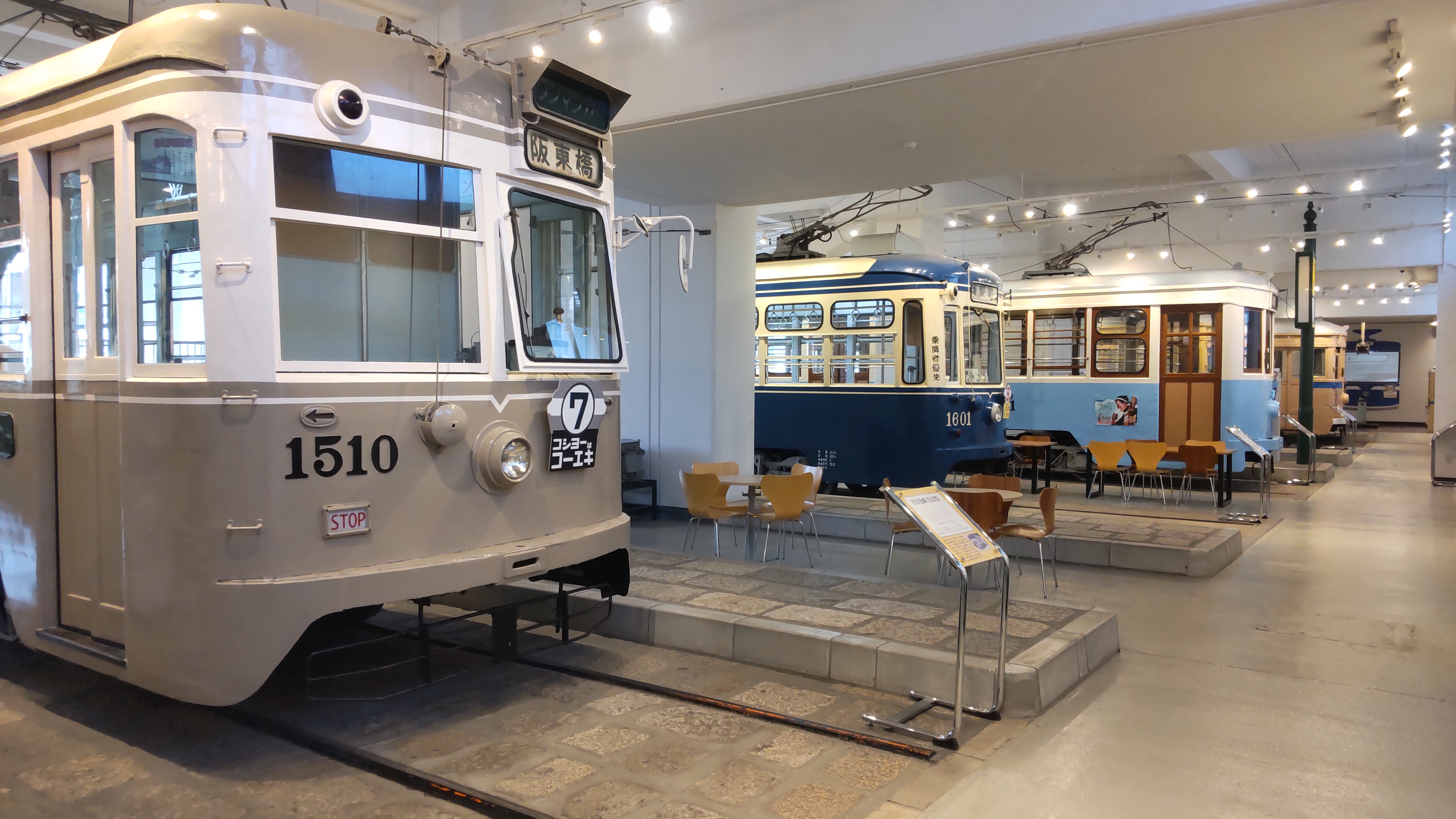
余生を送る車両

- 横浜市電として使用された車両（特記なきものは廃車時の市電標準色）
  - 500型（登場時の塗装）
  - 1000型
  - 1100型
  - 1300型（登場時の水色と白色のツートンカラー）
  - 1500型（一部車両に一時期施されたクリームと薄いチョコレート色のツートンカラー）
  - 1600型（登場時の塗装）
  - 無蓋貨車10型
- 歴史展示コーナー
- 映像シアター(視聴できる映像はYouTubeの公式チャンネルにも公開されている。横浜市営地下鉄関連もある。)
- 横浜駅東口大時計（稼動状態に復元）
- 横浜市電の運転シミュレーター
- ハマジオラマ（2017年のリニューアル時に撤去された16番ゲージのジオラマが、開館50周年記念事業の一環として復活[9]）カウンターは500型のデザインである。
- 吉村栄による鉄道模型コレクション（彼がおよそ40年かけて制作、収集された鉄道模型(Oゲージ)コレクションの一部を展示。蒸気機関車43両をはじめとする各種車両は、「子どもたちに夢を」という故人の遺志により、横浜市に寄贈されたもの。)
- Nゲージ鉄道模型レイアウト（1回100円で、自分で持ち込んだ車両を走らせることも可能。）
- 過去に発売された記念乗車券類
- 閉架書庫
- 休憩コーナー

### 過去の展示品
- 横浜市営地下鉄の駅で使用されていた自動改札機（リニューアルにより撤去）
- Oゲージ鉄道模型レイアウト（市電と地下鉄の模型電車は自分で操作することも可能。このレイアウトでは、横浜市電、横浜市営地下鉄だけでなく、EF65牽引の20系ブルートレイン、京急600系電車、新幹線（0系、500系、N700系）、D51の牽引する客車列車も走っていた。ジオラマの一部は休憩コーナーに展示）
- 横浜市営地下鉄の運転シミュレーター（2000形の運転台）

## エピソード

### 寄贈
- 2022年に閉業した横浜市中区鷺山の銭湯「さくら湯」（1903年開設。2018年から休業し、2022年に閉業）から駐車場の隅に長年置かれていた、横浜市電のものとみられる「山一」の刻印があるレールの寄贈を受けた[10]。

### メディアでの紹介
- テレビ朝日の紀行番組「ちい散歩」で、地井武男が当館を訪問した。根岸編、2011年9月13日放送[11]
- 「出没!アド街ック天国」でもフィーチャーされた[12]。